# Mossbräknar
Mossbräknar (Azolla) är ett släkte ormbunksväxter som förekommer i varma och tropiska delar av världen. Mossbräknar hör till de minsta ormbunksväxterna och växer flytande vid vattenytan i dammar och andra vattensamlingar. 

## Beskrivning
Mossbräknar är enkelt byggda och påminner till utseendet om mest mossor och är ganska olika andra ormbunksväxter. De har en kort grenig stam försedd med rottrådar och små blad. Minst av alla mossbräknar är liten mossbräken (Azolla caroliniana) som har en diameter på endast 0,5-1,5 centimeter. Den största arten i släktet är Azolla nilotica med upp till 30 centimeter. Bladen ligger taktegellagda och är ungefär en millimeter långa.

## Ekologi
Mossbräknar lever i symbios med kvävefixerande cyanobakterier, Anabaena azollae, som finns i håligheter i den gröna delen av plantans blad. Symbiosen har fördelen att den ger plantan ett näringstillskott.
Förökningen hos mossbräknar sker främst vegetativt genom delning, men det förekommer också könlig förökning med sporer. Tillväxten kan under goda förhållanden gå snabbt, mossbräknar har konstaterats kunna fördubbla sin biomassa på fem dagar och den totala produktionen av biomassa under ett år kan uppgå till så mycket som nio ton per hektar. En alltför snabb tillväxt hos mossbräknar kan göra att annan vegetation i vattensamlingen kvävs.

## Användning
Mossbräknar används som prydnadsväxter i trädgårdsdammar och i akvarium men har också odlats som djurfoder och använts som gröngödsel eftersom den tillför kväve och för att bekämpa malaria. I Asien odlades fjädermossbräken (Azolla pinnata) redan på 600-talet. Speciellt viktig var mossbräken för odlingen av ris och den gavs som foder åt fisk, fjäderfän, grisar och nötkreatur. I försök att bekämpa malaria har mossbräken odlats på grund av sin förmåga att snabbt täcka en vattenyta så att villkoren och överlevnaden för malariamyggorna försämras, då mygglarverna behöver tillgång fria vattenytor eftersom de andas genom ett andningsrör som de sticker upp genom vattenytan.